# Pseudodistoma crucigaster
Pseudodistoma crucigaster är en sjöpungsart som beskrevs av Gaill 1972. Pseudodistoma crucigaster ingår i släktet Pseudodistoma och familjen Pseudodistomidae. Inga underarter finns listade i Catalogue of Life.